# オッチモ!
『オッチモ!』（OTIMO）は、2007年10月9日から関西テレビが編成していた深夜単発特別番組である。

## 概要
関西テレビが製作する新しい企画、新しいディレクターなど、多彩なフレーズを活かして実験するチャレンジ的な60分番組枠である。基本的には後述のネット局のみの放送だが、回によってはフジテレビを始めとする系列局でも放送されることもある。

## 主な企画
- ピンタビ!（2007年10月9日）
- P-缶特盛りテレビ（2007年10月16日、2008年1月22日）
- タメドシ（2007年10月23日）
- エンドルフィンが止まらない（2007年11月6日）
- 兄さんこっち!（2007年11月13日）
- アンタッチャブル・ゾーン（2007年11月20日）
- のぞきみッ!モデルコミュ（2007年12月4日）
- ホリケン大阪滞在記（2007年12月11日）
- ボクと彼女と、時々妄想（2007年12月25日）
- ダーウィンの振り子（2008年1月8日）
- 研究室705 映像記憶科（2008年1月15日）
- お笑い化学反応バラエティ ザ・ケミストリー（2008年2月5日）
- ガレッジセールの芸能界を8.8倍楽しむ方法（2008年2月12日）
- コヤ奉行（2008年2月19日）
- LOVE偉人伝（2008年3月4日）
- 未来記念日（2008年3月11日）
- 世界竹内力?!SHOW（2008年3月18日）
- ジョレツシックス〜芸人による芸人序列バトル〜（2008年4月15日）
- 草食芸人の集い（2008年4月29日）
- 日村様のB面（2008年5月6日）
- ボクと彼女と、時々妄想2（前編:2008年5月13日、後編:2008年5月20日）
- 黄金妃の国（2008年5月27日）
- 二者択一郎（2008年6月10日）
- トリコレ!〜ますだおかだの全国お取り寄せコレクション〜（2008年6月17日）
- 珍発見応援バラエティ ザビエ〜ル（2008年6月24日）
- 研究室705 （2008年7月1日）

## ネット局
- 関西テレビ
- テレビ静岡
- さくらんぼテレビ
- 山陰中央テレビ
- 岡山放送
- 青森朝日放送（テレビ朝日系列）
- テレビ愛媛
- 東海テレビ（不定期）